# Bernt Balchen

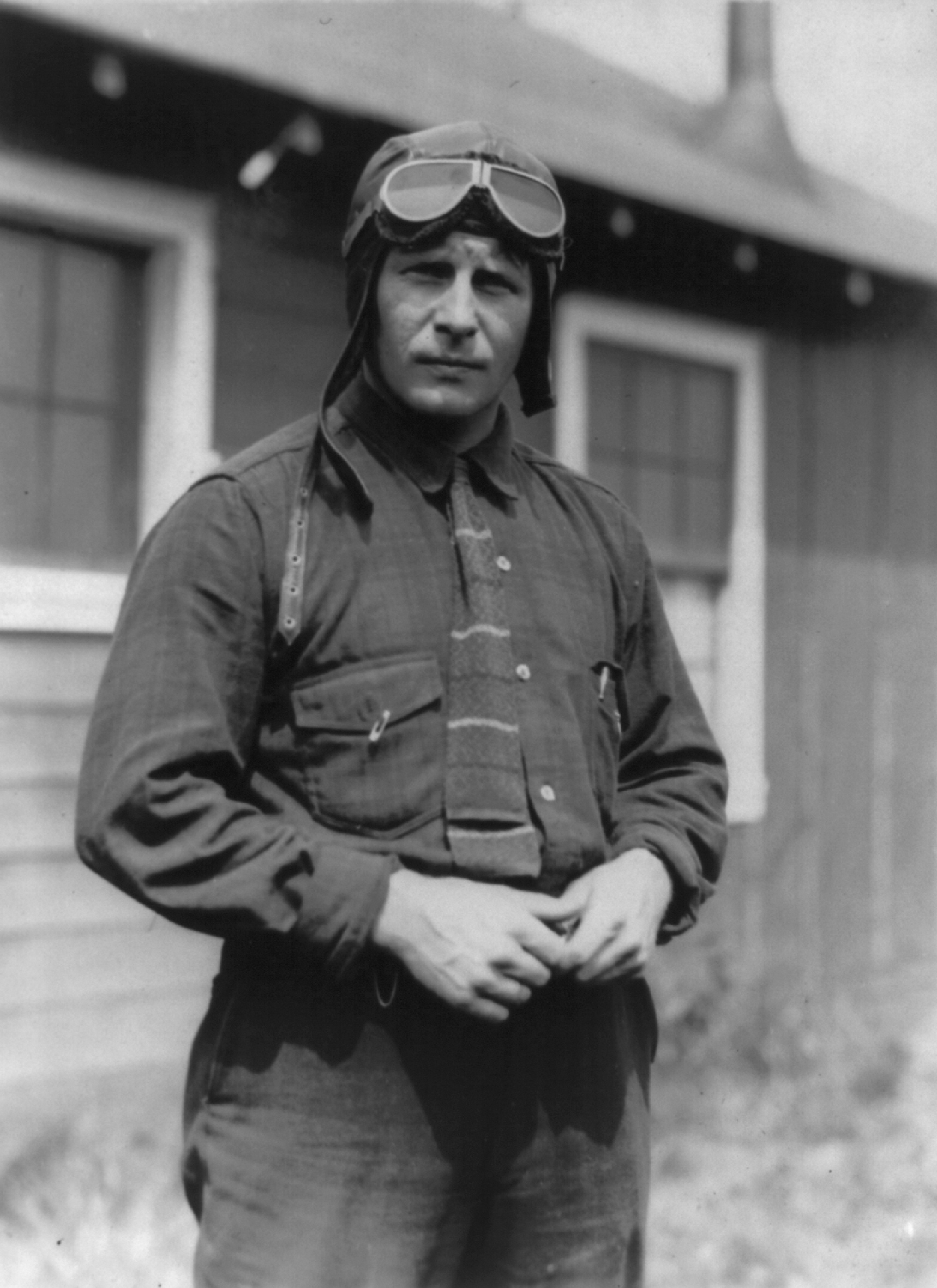
Bernt Balchen in Fliegerkombination anlässlich seines Südpolflugs, 1929

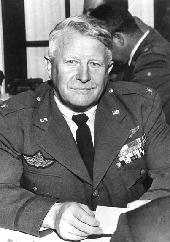
Bernt Balchen in Offiziersuniform

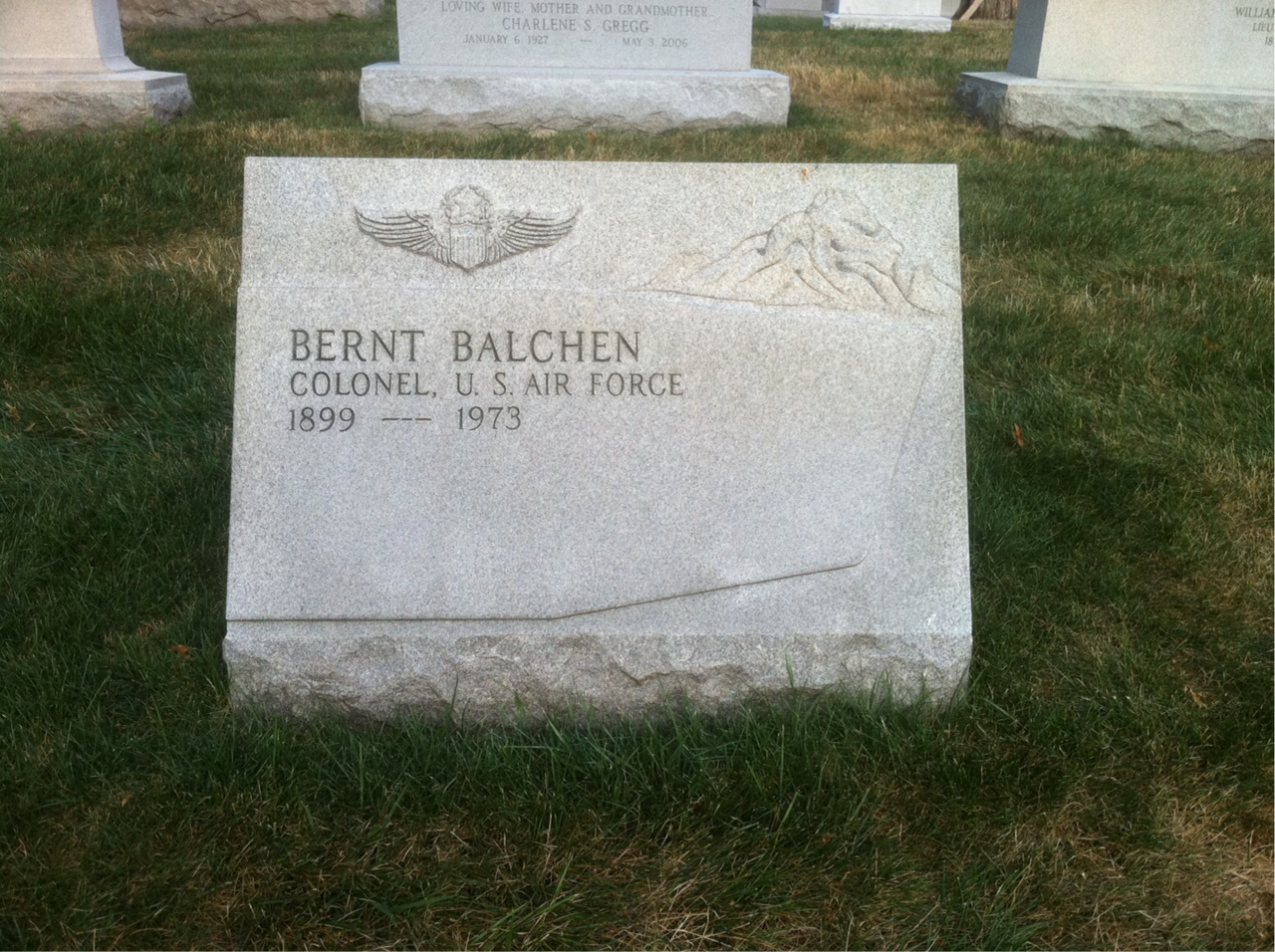
Grabstätte

Bernt Balchen (* 23. Oktober 1899 in Tveit, Kristiansand, Norwegen; † 17. Oktober 1973 in Mount Kisco, New York, Vereinigte Staaten) war ein norwegisch-amerikanischer Polarforscher und Luftfahrtpionier.

## Leben
Balchen diente während des Ersten Weltkriegs in den norwegischen Streitkräften. Zu Beginn der 1920er Jahre wurde er zum Piloten ausgebildet.

### Antarktisexpedition 1929
Ende der 1920er Jahre ging Balchen in die USA und erwarb schließlich die US-Staatsbürgerschaft. Er gehörte der 1. Antarktisexpedition von Richard Evelyn Byrd an. Zwischen dem 28. und 29. November 1929 überflog er als Pilot des 3-motorigen Flugzeugs Ford Trimotor mit dem Namen Floyd Bennett als erster Mensch den Südpol. 1933/34 und 1934/35 war er mit Lincoln Ellsworth in der Antarktis, um mit ihm den ersten transantarktischen Flug zu wagen, war aber nicht erfolgreich.

### Zweiter Weltkrieg
Während des Zweiten Weltkrieges leitete Balchen ein Trainingscamp für Exil-Norweger bei Toronto, die bei der US-Luftwaffe mitkämpfen wollten. Er kontrollierte später den Aufbau des US-Stützpunktes Qaanaaq in Grönland und der Luleå-Kallax Air Base in Nord-Schweden.

### Arktisexpedition 1949
Im Mai 1949 überflog er den Nordpol und wurde so der erste Mensch, der beide Pole überflogen hatte. Für diese Leistung wurde er 1953 mit der Harmon Trophy ausgezeichnet.
Balchen starb 1973 und wurde neben Richard Evelyn Byrd auf dem Nationalfriedhof Arlington beigesetzt.

## Auszeichnungen
Balchen erreichte im Dienste der US-Streitkräfte den Rang eines Colonel. Zu seinen Auszeichnungen gehören Distinguished Flying Cross, Distinguished Service Medal, Legion of Merit und Air Medal. 
Norwegen verlieh ihm den Sankt-Olav-Orden (Komtur mit Stern). 
In seinem Todesjahr 1973 wurde Balchen in die National Aviation Hall of Fame aufgenommen. 
Der Balchen-Gletscher sowie die Berge Mount Balchen und Balchenfjella in der Antarktis sind ebenso nach ihm benannt wie der Berg Balchenryggen auf der Insel Spitzbergen und der Mount Balchen in der Alaskakette. Mittelbar ist er auch Namensgeber für den Oberstbreen.

## Werke
- Come North with Me. An Autobiography. Hodder & Stroughton, Norwich 1958, S. 318.
- mit Corey Ford, Oliver La Farge: Kampen om Grønland. Samlerens forlag, Kopenhagen 1947, S. 137.